# Bubanza (provincie)
Bubanza is een van de achttien provincies van Burundi en ligt in het noordwesten van het land. De provincie is een kleine 1100 vierkante kilometer groot en telde in 1999 naar schatting 290.000 inwoners. De regionale hoofdstad is het gelijknamige Bubanza.

## Grenzen
De provincie Bubanza grenst aan een buurland van Burundi:
- De provincie Zuid-Kivu van de Democratische Republiek Congo in het westen.

Verder grenst Bubanza aan vier andere provincies:
- Cibitoke in het noorden.
- Kayanza in het noordoosten.
- Muramvya in het zuidoosten.
- Bujumbura Rural in het zuiden.

## Communes
De provincie is verder onderverdeeld in vijf gemeenten:
- Bubanza
- Gihanga
- Mpanda
- Musigati
- Rugazi

Bubanza · Bujumbura Mairie · Bujumbura Rural · Bururi · Cankuzo · Cibitoke · Gitega · Karuzi · Kayanza · Kirundo · Makamba · Muramvya · Muyinga · Mwaro · Ngozi · Rumonge · Rutana · Ruyigi